# الكودر
الكودار (بالأوسيتية: къуыдайрæгтæ) Kudar هي مجموعة إثنوغرافية من شعب الإيرون (لهجة إوسيتية)تحتل تاريخياً كودار جورج، الواقعة في شمال غرب مقاطعة دزاو في أوسيتيا الجنوبية. يتحدثون لغة كودارو-دزاو الفرعية (أحد التخصصات الفرعية للهجة الحديدية للغة الأوسيتية).